# Microchilus dryanderae
Microchilus dryanderae är en orkidéart som beskrevs av Paul Ormerod. Microchilus dryanderae ingår i släktet Microchilus och familjen orkidéer. Inga underarter finns listade i Catalogue of Life.